# ستان فيربيرن
ستان فيربيرن (بالإنجليزية: Stan Fairbairn)‏ هو لاعب كرة قدم أسترالية أسترالي، ولد في 14 يوليو 1886، وتوفي في 26 فبراير 1943.

## وصلات خارجية
- ستان فيربيرن على موقع AustralianFootball.com (الإنجليزية)
- ستان فيربيرن على موقع AFLtables.com (الإنجليزية)